# Кумба, Юмилейди
Юмилейди Кумба Хай (исп. Yumileidi Cumbá Jay; род. 11 февраля 1975, Гуантанамо) — кубинская легкоатлетка (толкание ядра), чемпионка летних Олимпийских игр 2004 года в Афинах, участница четырёх Олимпийских игр.

## Карьера
Победительница летней Универсиады 2001 года в Пекине. Чемпионка (1998, 2006) и серебряный призёр Игр Центральной Америки и Карибского бассейна. Чемпионка (2003) и серебряный призёр Панамериканских игр. Серебряный (2002) и бронзовый (2006) призёр Кубка мира. Серебряный призёр чемпионата мира в помещении 2004 года в Будапеште.
На летних Олимпийских играх 1996 года в Атланте в квалификационных соревнованиях Юмилейди в лучшей попытке толкнула ядро на 18,55 м и не попала в финальную часть соревнований, показав 13-й результат.
На следующей Олимпиаде в Сиднее Юмилейди удалось пробиться в финал, где она показала результат 18,70 м, который позволил ей занять 6-е место.
На Олимпиаде в Афинах кубинка стала чемпионкой игр, толкнув ядро в последней попытке на 19,59 м. Ирина Коржаненко, первоначально признанная победительницей с результатом 21,06 м, позже была обвинена в употреблении допинга и пожизненно дисквалифицирована.
На последней для себя Олимпиаде в Пекине Юмилейди в лучшей попытке толкнула ядро на 17,60 м и заняла 18-е место.